# 익산 미륵사지
미륵사(彌勒寺)는 백제 무왕 때 왕비인 사택왕후의 발원으로 지어진 호국 사찰이다. 2009년 대한민국 전라북도 익산의 미륵사지 석탑해체 중 내부에서 발견된 금제사리봉안기에 따르면 639년에 미륵사를 창건한 것으로 기록돼 있다.
미륵사는 익산 용화산의 남쪽에 자리잡고 있으며 좌우 능선 사이에 평지에 남향을 향하여 건립되었다. 익산시 금마면 기양리에는 현재 절터만 남아 있으며, 사적 제150호 익산미륵사지로 지정되어 있다. 그곳에는 현재 국보 제11호인 미륵사지 석탑(서탑)과 복원된 동탑이 있고, 목탑이 있었던 터가 있으며, 미륵사지 당간지주(보물 236호) 외에 무왕과 왕비의 설화가 깃든 유물과 유적 등이 1966년에 발굴되었다.
2015년 7월 4일 독일 본에서 열린 제39차 유네스코 세계유산위원회(WHC)에서 백제역사유적지구(공주지역에 2곳(공산성, 송산리 고분군), 부여 4곳(관북리 유적 및 부소산성, 능산리 고분군, 정림사지, 부여 나성), 익산 2곳(익산 왕궁리 유적, 익산 미륵사지))등 3개 지역 8곳이 세계 유산 등재 심사를 최종 통과하여 세계 유산으로 등재되었다. 1998년 서탑이 붕괴 위험 등으로 인하여 해체 복원이 시작되었고 21년만인 2019년 완료되어 일반에 공개되었다.

## 역사
한국 고대사에서 정확한 실상을 파악하기란 대단히 어렵다. 김부식의 《삼국사기(三國史記)》와 일연의 《삼국유사》외에는 고대사에 대한 기록이 거의 없다고 볼 수 있다. 일연의 《삼국유사》 권2 무왕조(武王條)의 기록에 따르면 백제 무왕(재위: 600년 ~ 641년)이 왕비와 함께 사자사(獅子寺)로 향하고 있었을 때 큰 연못 속에서 미륵삼존불(彌勒三尊佛)이 나타나자 왕비가 이곳에 절을 세우기를 소원하여 못을 메우고 탑과 법상, 미륵삼회전, 낭무(廊廡)의 건물을 건립하고 미륵사라 이름했다고 한다. 고려시대 922년에 혜거국사가 미륵사탑을 개탑했다는 기록이 혜거국사 비문에 나타나있고, 출토된 기와의 명문에는 980년, 1267년, 1317년, 1330년의 기록이 발견되었다. 조선시대인 16세기 신증동국여지승람과 양곡집에 미륵사지석탑이 나타나고 있는데, 석탑의 규모가 '동방최대'라고 강조하고 있다.
17세기 이전에 미륵사지석탑이 벼락을 맞고 무너졌다는 기록이 와유록에 있다. 그러나, 해체하여 구조를 살펴본 결과 1층부분에서 발생한 구조의 변화로 상층부가 붕괴되었을 수 있다는 가능성이 제기되었다. 현재는 반쯤 파손되어 있는 서탑과 당간지주 등 일부만 전해지고 있다.

## 창건 배경
미륵사 창건배경을 알기 위해서는 성왕 시절로 거슬러 올라간다. 성왕 때, 사비로 천도를 하고 국호는 남부여로 개칭을 하였다. 양과 신라, 왜에 외교를 확대하였다. 신라와 백제는 동맹을 맺은 후 고구려의 땅인 도살성을 공격하여 차지하였으며 551년에 신라와 같이 북쪽으로 진격하여 백제는 한강 하류유역 6군의 권리를 되찾는다. 신라는 죽령이북 고현이남 한강 상류 유역 10군의 땅과 권리를 되찾았다. 그러나 신라의 배신으로 인하여 553년에 한강의 하류지역을 뺏기고 신라는 신주를 설치하였다.
554년에 백제는 신라를 공격하였지만 관산성에서 대패를 한 후 성왕은 전사하였다. 이를 계기로 백제는 국가의 중흥의 기회를 상실하게 된다. 그 후 120년 동안 나제 동맹이 깨지고 신라와 백제가 대립하는 관계가 되었다. 무왕의 즉위 전에 백제와 고구려 사이의 상황이 극도로 악화된다. 서동은 백제왕의 허락을 받은 후 진평왕과의 우호관계를 위해서 금을 지불하고 힘들게 결혼하였다. 이러한 결혼 동맹은 고구려의 침략 하에서 신라의 침입을 늦추고 신라와 함께 대처할 목적이었다. 선화공주는 무왕과 결혼을 하고 미륵사를 세우기를 요청하였다. 무왕은 미륵사를 지음으로써 국가가 다시 일어날 수 있겠다고 생각하였다. 백제 말기, 대중들의 종교적인 기원과 대규모의 사찰을 건립하면서 부처의 힘으로 신라와 고구려의 침략을 막고자 미륵사를 건설하게 된 것이다. 특히, 미륵사와 같은 큰 사찰의 건설이 가능했었던 원인은 백제 공장들의 발달한 건축 기술과 토목 공사의 수행 능력 덕분이었다.

## 역사적 변천
미륵사는 백제 제30대왕인 무왕 시절 세워진 것으로 보고 있는 백제의 가장 큰 사찰이나 없어지게 된 시적은 확실하지 않다. 조선시대에 들어서 17세기경 승려가 없는 절이 된 후로 서탑과 당간지주 등 일부의 돌로 된 몇 가지 물건들만 남았다. 조선 정조 시절 무장의 선비였던 강후진의 와유록에서 탑은 백여 년 전 부서졌다는 내용을 보면 임진왜란과 정유재란 때 우리나라의 많은 절이 불타버렸지만 미륵사는 불타버린 것과는 다른 원인으로 인하여 없어지게 된 것을 짐작할 수 있다.
그 후에 미륵사의 발굴이 시작되기 전까지 절터는 경작지로 변하여서 지금까지도 내려오고 있었다. 절의 돌로 쌓은 시설물들은 거의 주춧돌이나 민가의 담장으로 사용되었다. 발굴한 결과의 기록한 대로 중앙에 목탑을 고 있었으며 동쪽과 서쪽으로 2개의 탑이 있었고, 각각의 탑 북쪽에는 금당이 한 개 씩 있었고 각기 회랑으로 둘러 있었다. 이는 승방, 강당, 금당, 탑을 일직선상으로 배치하는 우리가 흔히 알고 있는 백제의 탑들과는 다르다.
1910년대, 일본의 학자가 조사하였던 가람배치에 의하자면 미륵사지는 탑과 금당이 마련되어 있는 일탑식가람(불교의 수행 장소 배치법 중의 하나)이 “品”자 모양으로 3개가 합쳐져서 만든 사찰로 추정하고 있다. 그 후로 원광대학교에서 동탑지를 조사하였지만, 전체적으로 성격을 파악하진 못하였다. 또한, 정부에서는 ‘중서부고도문화권개발사업’으로 미륵사지 발굴조사를 하여 가람의 성격과 구조뿐만 아니라 사찰의 정확한 규모를 밝혀내었다. 발굴을 한 결과 얻은 자료로 유적을 보존하기 위해 1980년~1995년 본격적으로 발굴 조사를 하였다. 이를 통하여 그전까지 알려졌었던 ‘品’자 모양의 가람배치설과는 맞지 않다는 것이 확인되었으며 2만여 점의 유물과 사지의 규모도 밝혀졌다.
미륵사지 석탑의 경우 2001년부터 해체 및 보수 작업을 시작하였고, 2017년 석재의 조립 공정을 완료하였고, 2018년 복원된 석탑이 대중들에게 공개되었다. 국립문화연구소에서 2009년 미륵사지 석탑의 탑신 1층 중앙 기둥을 해체하여 조사하는 중 창건주와 창건 년대를 기록하였던 사리봉안 기록판 등의 유물 500여 점이 발견되었다. 이를 통해서 미륵사는 639년 백제 왕후의 소원으로 인해 건립 되었다는 것이 밝혀졌다.

## 창건설화
미륵사는 무왕 때 지어졌던 백제의 가장 큰 사찰 중 하나이다. 미륵사의 전례를 살펴보면 무왕이 지명법사를 만나려고 부인과 같이 사자사에 가는 도중, 용화산의 밑에 있는 연못가에 가니 미륵삼존이 연못 가운데 나타났다. 무왕은 수레를 멈춘 후 경하를 하면서 큰절하였다. 부인은 이 연못에 커다란 절을 세우기 원하였고 무왕은 그것을 허락하였다. 무왕은 지명법사 찾아가서 못을 메우는 방법을 물었고, 지명법사는 하룻밤동안 산을 무너뜨리고 못을 메워서 그곳을 평지로 만들었다. 그후 이 평지에 미륵삼존을 모셨으며 불전, 회랑 그리고 탑을 각각의 세 곳에 세웠다. 그 후 이 절의 이름을 미륵사라 하기로 했다.

## 배치
미륵사지의 경우 1탑 1금당의 형태이면서 서쪽과 중심 그리고 동쪽으로 배치하여 ‘3탑 3금당의 3원 병렬식 가람’의 형태이다. 이는 백제계의 가람배치인 남북을 축으로 하면서 남쪽부터 차례대로 탑, 금당, 강당 그리고 승방이 일직선상으로 하나하나 씩 배치되는 것과는 다르며고, 탑을 중심으로 하여 동·서·북에 3개의 금당을 배치한 고구려의 회탑식(回塔式) 가람배치와 고신라의 일탑삼금당 형식과도 또 다른 독특한 형태를 하고 있다는 것이 특징이다.
중심에 있는 중금당의 목탑을 중심으로하여 동(東)금당과 서(西)금당 앞에는 각각의 석탑이 세워졌었다. 현재의 동원 구층석탑의 경우 발굴한 결과를 바탕으로하여 1993년에 복원한 것이다. 미륵신앙을 이유로 독특한 방법으로 세운 것이다. 3번의 설법 모임에 참가한다면 그 누구도 구제 받을 수 있다는 내용 때문에 미륵 하생경의 미륵이 이 땅으로 하계하면서 용화수의 아래에서 3번 생각을 설법한다. 미륵사지는 원래는 9층이었지만 폐사가 된 이 후에 원래의 형태가 많이 훼손되었기 때문에 6층의 형태만이 남아있었다. 서(西)탑은 처음에는 석탑이 7층이라고 생각했지만 동(東)탑지에서 발견한 지붕돌과 노반석들을 지붕돌을 바탕으로 서(西)탑과 비례하여 복원한 결과로 9층이라는 것을 알아내게 되었다. 원래의 크기를 추정하자면 상륜부까지 모두 합쳐서 26m가량 되는 국내에서 가장 큰 규모였다고 한다. 상하(上下) 2층으로 구성되어있었으며 전체의 너비는 총 12m이다. 초층 탑은 네 면에 3칸씩이고 그의 중앙 칸의 경우 내부와 통하고 네 쪽 모두에 문이 있다. 또한, 탑의 중앙에는 커다란 철주가 있다.
그리고 미륵사지의 경우 목탑 기법이 반영되었다. 기단부의 경우 목탑의 기단과 같이 단층의 기단으로 삼았으며, 1층 탑신 4곳에 사람들이 행할 수 있도록 공간을 만들었다는 특징이 있다. 탑신의 기둥에는 아래는 넓게, 위에는 좁게 함으로써 시각적인 안정감을 주었다. 각각의 면에는 배흘림 기법으로 기둥을 세웠으며 그 기둥 위쪽엔 창방이라 불리는 목조로 된 건물의 특징인 구조물로 되어있다. 또한 그 위쪽에는 3단 층 급으로 하여 지붕을 받들 수 있게 하였다. 또한, 공포를 석재로 만들어서 목조 건물의 공포를 표현하는 것은 매우 어렵다. 그러나 미륵사지 석탑은 3단 층급 받침은 목조 건물의 공포에 해당하였으나 멀리서 바라본다면 목조 건물에서의 공포와 매우 비슷하다는 평을 받는다. 이것을 통하여 당시의 백제 사람들의 뛰어난 석재 가공능력을 알 수 있다.
탑 주위의 4개의 귀퉁이에는 수호 석인상이 존재한다. 서남(西南)쪽 것은 없어졌으며 오랜 기간이 흐르면서 비바람에 닦이면서 두루뭉수리 돌덩어리로 변한 3개의 석인상이 남아 있다. 특히, 그 중에서 동남(東南)쪽의 귀퉁이에 앉아 있는 것이 비교적으로 본래의 모습을 많이 지니고 있다. 눈 코 입은 거의 확인하기 어려울 정도이지만 아담하면서도 공손한 느낌을 주는 몸과 가슴의 앞쪽에 종그려서 모아 놓은 두 손으로 소임을 지금까지도 충직하게 지키고 있는 것을 확인할 수 있다. 불교 조형물 속에서 끌어들인 백제 전통적인 수호신상으로써, 돌하르방이나 돌장승과 같이 우리나라의 토속신앙 조형물의 원형 중 하나로 생각한다.

## 복원작업
미륵사지의 복원작업에서는 크게 해체 조사와 보존과학조사 그리고 보존처리로 나눈다.
먼저, 해체 조사의 경우 2001년 6층 옥개석을 시작으로 하여 해체하였으며 2004년에 2층까지 해체를 하고 콘크리트를 제거하였다. 1층 해체를 하기 전 안쪽의 십자형 모양의 공간과 석축을 위치 측량을 하고 해체 전에 전체적으로 3D스캔을 하였으며 2005년부터는 1층 해체를 시작하였고 해체는 2010년에 완료하였다. 해체 조사를 하기 전에는 실측조사를 한다.
실측조사의 경우 문화재를 복원하기 위해서 복원 전에 복원을 할 대상물의 현황을 정확하게 파악하여야 한다. 미륵사지의 석탑의 데이터를 정확하게 얻기 위해서 전통적인 방법을 하고 3D 스캔과 기존 2차 도면을 함께 3D 형상 정보 데이터를 작성한다. 해체조사를 한 후에는 보존과학조사를 실시한다.
보존과학조사의 경우 크게 나누면 환경조사, 훼손 지도 작성, 단위 부재 상태 조사가 있다.
환경조사 과정에서는 석조 문화재의 환경 자료를 수집한다. 또한, 분석을 하기 위해서 석탑의 주변에 자동 기상 관측기를 설치한다. 이를 통해서 온도와 습도 등을 측정하며 풍화의 원인을 규명하면서 보존 대책을 마련하기까지 한다.
훼손 지도 작성의 과정에서는 석탑에서 관찰할 수 있는 훼손의 상태를 종합적으로 파악하며 관리하기 위해서 훼손 지도를 작성한다. 이런 작업의 경우 훼손을 유형별로 정보를 기록하고 보존처리를 할 수 있는 방안을 수립하는 매우 중요한 자료로 활용할 수 있다.
단위 부재 상태 조사의 경우 각각의 부재에 대한 유형별로 훼손된 특성과 범주 등을 자세히 조사하고 기록하는 과정이다. 규격을 조사하고, 입면 사진, 훼손된 유형별 세부적인 사진들을 첨부하여 각각의 부재에 대한 암석학적, 훼손 등을 종합적 관리를 하는 단위 부재 상태의 조사 카드를 작성하기도 한다. 보존과학조사 단계 다음으로는 보존처리의 단계이다.
보존처리 과정에서는 세정, 접합, 훼손 부재의 구조적으로 보강하고 균열부의 보존처리와 표면 마감을 한다.
세정과정에서는 2차 훼손을 적게, 최소화 할 수 있는 작업이다. 미륵사지 석탑의 세정 과정은 일반적으로 건·습식 세정을 실시하고, 그 외의 다양한 세정방법의 적용성을 시험하였다. 그 결과로 스팀 및 소다블라스팅을 이용한 방법이 2차 훼손을 최소화 할 수 있고 효과적이라는 것이 확인되었다.
그 다음의 과정은 접합이다. 미륵사지 석탑에서 접합의 경우 부재인 금속보강재(티타늄)을 이용하였으며 에폭시수지로 접합했다. 충전제를 이용하여 미세한 균열들을 충전하였고 압축의 강도 역시 증가시켰다. 여기에 같은 질의 석분을 선택적으로 첨가해, 표면의 색과 이질감을 보정하였다.
보형의 과정은 부재의 결실부의 규격 크기와 구조적인 위치에 따라서 차등적으로 적용한다. 미륵사지 석탑에서의 경우는 신석재를 이용하여 보형을 진행하고 경미한 표면의 결실과 균열은 에폭시수지을 이용하여 보형을 진행한다.
그 다음, 충전의 과정은 절단 가능성이 높아 보이는 부재의 균열을 막는 곳에 사용하는 방법 중 하나이다. 미륵사지 석탑은 박리나 공동으로 인하여 표면 유실이 발달될 가능성이 있는 곳에에 에폭시수지를 이용해서 충전을 하였다.
그 다음의 과정인 훼손 부재의 구조적 보강의 경우는 석탑의 원래의 형태를 보존하기 위하여 원래의 부재를 최대한적으로 사용하는 것으로 비교적으로 양호한 상태의 부재뿐만 아니라 훼손된 부재의 사용의 비율을 높이는 작업 중 하나이다. 미륵사지 석탑에서는 파손된 부재를 다시 사용하기 위해서 구조적인 보강과 그 보강하기 위해서 원부재의 훼손을 적게 하면서 최고의 보강의 효율을 나타내는 금속 보강재 처리의 기준을 마련하였다. 풍화 정도에 따른 금속보강재비와 개수, 매입의 위치, 정착할 길이, 파괴된 유형을 고려하여 복원하였다.
균열부 보존처리에서는 균열의 크기에 따라서 처리 방법이 달라진다. 비교적인 균열의 틈이 크다면 보통의 보존 처리 방법 과정을 따르고 균열부의 충전과 표면의 마감을 동시 보존 처리를 진행한다. 균열부에 유실이 존재한다면 균열부에 충전 및 표면의 마감 동시 보존처리를 하면 원부재 표면 및 이질감을 최소화할 수 있다. 미세한 균열인 경우에는 Injection grouting 방법을 사용하면서도 일부의 금속 보강재를 사용하였다..
표면 마감의 경우는 전통적인 기법의 가공과 수지모듈, 기계적 가공이 있다. 전통적인 기법 가공은 원부재와 구부재에 사용되며 수지 모듈의 경우는 마감용과 접합용와 같은 용도에 따라서 수지를 사용하며 원부재와 이질감을 최소화하는 것이 목표이다. 기계적인 가공은 수지 보형의 부분에서 사용한다.

## 구조와 출토된 유물
미륵사지는 일본인 학자들에 의해서 일제강점기 때 이미 조사되기 시작했으며, 그 뒤 1980년대 문화재관리국의 문화재연구소에서 실시한 본격적인 발굴조사의 결과로 동탑과 서탑 사이에 목탑을 세워서 일직선상에 탑 3개를 배열하고, 각 탑의 북쪽편에 금당을 1개씩 둔 가람 배치였음을 알게 되었다.
또한 한 쌍의 금당과 석탑에는 각기 회랑이 둘러져 있어 탑과 금당을 1개의 절로 생각할 때 마치 3개의 절이 모여 있는 듯한 3원식(三院式)의 구성을 보여주고 있을 뿐 아니라 3개의 금당에 모두 지하공간이 있는 특이한 구조의 건물이다. 이 절터에서는 막새기와·토기·불상 등을 비롯하여 1만여 점의 각종 유물이 나왔으며, 특히 '미륵사'라든가 '국 5년 경진'(國五年庚辰)·'요봉원'(姚奉院)·'지원 4년'(至元四年)·'천력 3년'(天歷三年) 등의 문자가 새겨진 기와가 출토되었다.
미륵사지는 미륵삼존불의 출현으로 절을 짓게 된 창건동기나 미륵이 이 세상에 와서 3번의 설법을 하기 위한 3군데의 장소를 마련하고 있는 점, 그리고 미륵이 머무를 장소로 금당에 지하공간을 설치했다는 점 등에서 미륵불이 이 세상에 내려오기를 바라는 마음에서 건립된 것으로 생각된다.

## 석탑 발굴

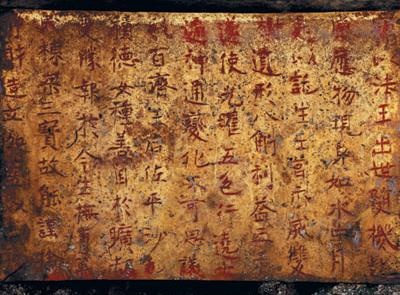
서탑 1층에서 발견된 봉안 기록

2009년 1월 미륵사지 서탑 안에서 사리병과 금판 모양의 봉안 기록이 발견되었다. 기존에는 일연의 삼국유사를 기반으로 '미륵사는 무왕의 왕비 선화 공주의 발원에 의해 용화산 아래 건립됐다'고 알려져 있었다. 그러나 석탑해체 중 내부에서 발견된 봉안 기록에 따르면 실제 미륵사는 백제의 좌평 사택적덕의 딸인 사택왕후가 건립을 발원했다고 기록되어 있다.
사리병에는 연꽃, 당초, 인동초 무늬가 정교한 음각으로 가득 새겨져 있다. 주경미 부경대 연구교수는 “항아리나 무늬 양식 등에서 6세기 중엽의 부여 왕흥사지 사리병을 계승하면서도, 당시 중국 수나라에서 유행했던 사리함 문양 제작 기술까지 독창적으로 응용했다”며 “백제 금동대향로에 필적하는 백제 공예품의 걸작”이라고 말했다.

은제 사리병의 발굴로 무왕과 선화공주가 미륵신앙에 따라 미륵사를 창건했다는 삼국유사의 기존 설에 의문이 제기되는 가운데, 역사학계 일각에서는 선화공주가 무왕의 후비였을 가능성과 미륵사의 동원, 서원, 중원이 순차적으로 지어졌을 가능성을 계속 주장하고 있다. 그러나 발굴의 성과를 존중하여 미륵사의 창건에 대한 기원을 수정해야하며 창건 당시 삼원 체제를 염두에 두고 설계되었다는 것을 인정해야한다는 의견이 크다.
 앞면 
竊以法王出世隨機赴感應物現身如水中月是以託生王宮示滅雙樹遺形八斛利益三千遂使光曜五色行遶七遍神通變化不可思議
我百濟王后佐平沙乇積德女種善因於曠劫受勝報於今生撫育萬民棟梁三寶故能謹捨淨財造立伽藍以己亥
 뒷면 
年正月卄九日奉迎舍利願使世世供養劫劫無盡用此善根仰資 大王陛下年壽與山岳齊固寶曆共地同久上弘正法下化蒼生
又願王后卽身心同水鏡照法界而恒明身若金剛等虛空而不滅七世久遠并蒙福利凡是有心俱成佛道

 해석 
가만히 생각하건대, 부처님(法王)께서 세상에 나오셔서 중생의 자질(근기, 根機)에 따라 감응(感應)하시고
(중생의) 바람에 맞추어 몸을 드러내심은 물 속에 달이 비치는 것과 같다.
그래서 (석가모니께서는) 왕궁(王宮)에서 태어나시고 사라쌍수 아래에서 열반에 드시면서
8곡(斛)의 사리(舍利)를 남겨 3천 대천세계를 이익되게 하셨다.
(그러니) 마침내 오색으로 빛나는 사리를 7번 요잡(오른쪽으로 돌면서 경의를 표함)하면 그 신통변화는 불가사의할 것이다.

우리 백제 왕후께서는 좌평(佐平) 사택적덕(沙宅積德)의 따님으로 지극히 오랜 세월(광겁, 曠劫)에 선인(善因)을 심어
금생(今生)에 뛰어난 과보(승보, 勝報)를 받아 만백성을 어루만져 기르시고,
불교(삼보, 三寶)의 동량(棟梁)이 되셨기에 능히 정재(淨財)를 희사하여 사찰(가람, 伽藍)을 세우시고,
기해년(己亥年, 639년) 정월 29일에 사리를 받들어 맞이하였다.

원하옵나니, 세세토록 공양하고 영원토록 다함이 없어서 이 선근(善根)을 자량(資糧)으로 하여
대왕폐하(무왕)의 수명은 산악과 같이 견고하고 치세(보력, 寶曆)는 천지와 함께 영구하여,
위로는 정법(正法)을 넓히고 아래로는 창생(蒼生)을 교화하게 하소서.

또 원하옵나니, 왕후의 신심(身心)은 수경(水鏡)과 같아서 법계(法界)를 비추어 항상 밝히시며,
금강같은 몸은 허공과 나란히 불멸(不滅)하시어 칠세(七世)의 구원(久遠)까지도 함께 복리(福利)를 입게 하시고,
모든 중생들 함께 불도를 이루게 하소서.

## 역사
- 638년 : 건립
- 954년 : 미선사로 이름을 바꿈
- 17세기 전: 미륵사 폐사
- 1920년 : 석탑에 시멘트를 붙임
- 1980년 : 익산 미륵사지 발굴조사
- 2008년 : 현재 국보인 서쪽 탑을 해체하여 보수 공사중
- 2009년 : 백제 사리장엄 발견
- 2018년 : 서탑 보수 공사 완료 후 공개[8]

## 사진

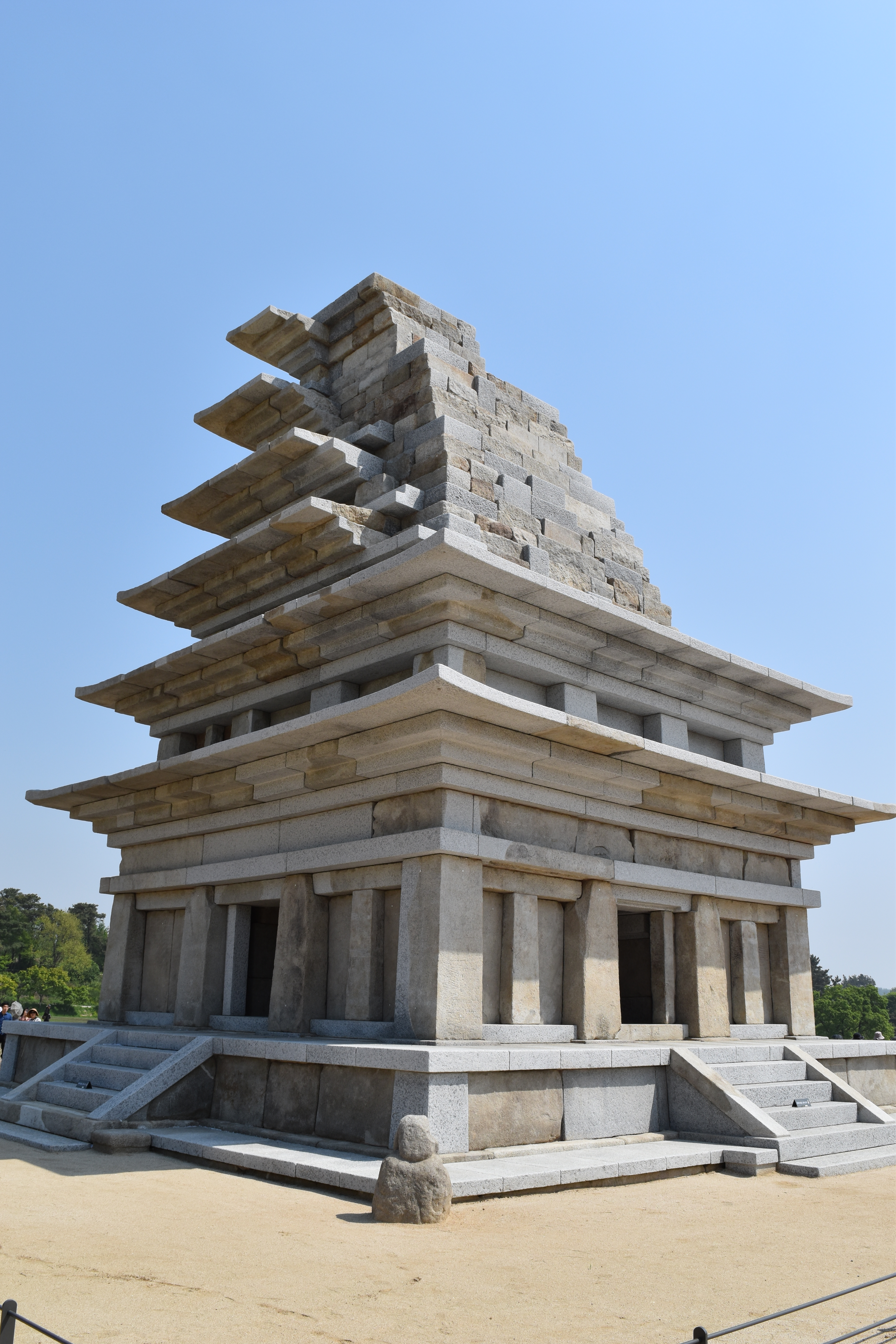
보수 공사 끝난 서탑
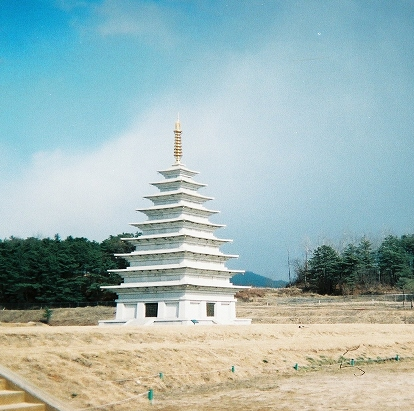
복원된 동탑

## 같이 보기
- 한국의 건축

## 참고 자료
- 익산 미륵사지 - 국가유산청 국가유산포털